# Michel Blavet
Michel Blavet (ur. 13 marca 1700 w Besançon, zm. 28 października 1768 w Paryżu)  – francuski flecista-wirtuoz i kompozytor okresu późnego baroku.
W Paryżu mieszkał od 1723 roku, kiedy zatrudnił go hrabia Charles-Eugène Lévis jako jednego z flecistów opery paryskiej . W 1726 przeszedł na służbę hrabiego de Carignan, dla którego napisał pierwsze kompozycje. W 1726 poznał Niemca Johanna Joachima Quantza, którego Francuz Pierre-Gabriel Buffardin uczył technik kompozytorskich i wykonawczych.
Koncerty fletowe Blaveta były częstą pozycją w progamach koncertów organizowanych przez Concert Spirituel, zyskując dużą popularność .
Około roku 1732 został głównym muzykiem (surintendant de la musique) hrabiego de Clermon . Mniej więcej w tym czasie wstąpił do masonerii, w której pozostał przez 30 lat.
Georg Philipp Telemann poznał Blaveta w Paryżu w 1746 roku.

## Wybrane kompozycje

### Opery
- Le Jaloux corrigé (1752)
- Floriane ou la grotte des Spectacles (1752)
- Les Jeux olympiques (1753)
- La Fête de Cythère (1753)
- Floriane(1753)

### Utwory instrumentalne
- 6 sonates pour 2 flûtes traversières (1728)
- 6 sonates mêlées de pièces pour la flûte traversière avec basse (1731)
- Sonates pour la flûte traversière avec basse (1740)
- Concerto en la mineur pour flûte, 2 violons et violoncelle
- Diverses pièces pour flûte